# Segerlök

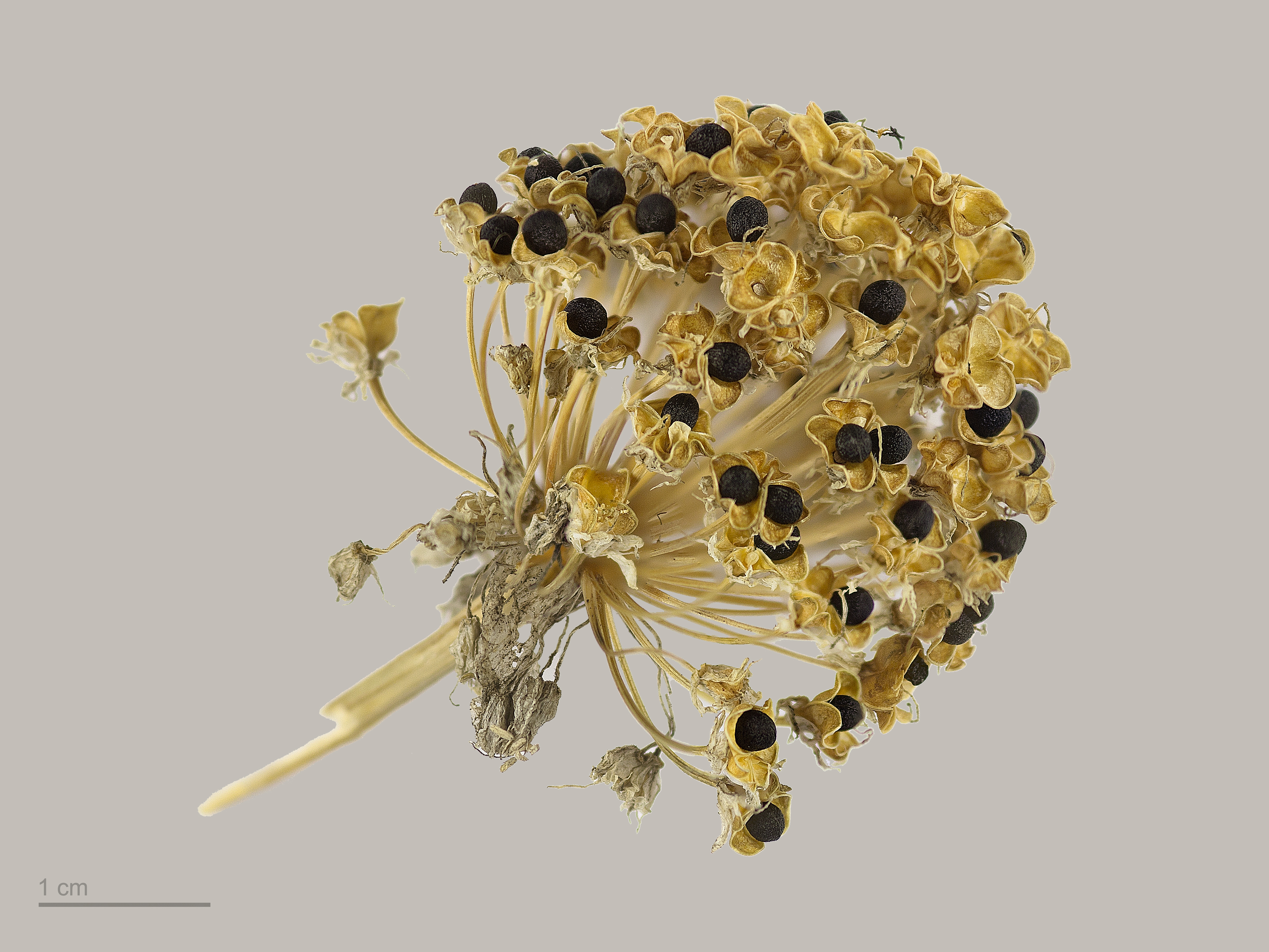
Allium victorialis

Segerlök (Allium victorialis) är en art i släktet lökar och familjen amaryllisväxter. Den beskrevs av Carl von Linné i Species plantarum 1753.

## Beskrivning
Segerlök är en flerårig ört med lök. Lökarna är cylindriska, 4–6 centimeter långa med ett yttre lökskal av korslagda fibrer. De sitter flera tillsammans på en kort jordstam. Bladen är 3–6, skaftade, brett lansettlika till ovala, 10–20 centimeter långa, 4–6 centimeter breda, kortare än blomstängeln. Bladskaften är 1–2 centimeter långa. Blomstängeln blir 30–60 centimeter hög och är tvåkantig nertill. Hölsterbladen är 1–2, kortare än blommorna. Blommorna är stjärnlika och sitter samlade i en mer eller mindre klotrund flock, som blir 3–5 centimeter i diameter. Hyllebladen är vita till gulvita, ca 5 millimeter långa, avlånga, spetsiga till rundade. Ståndarna är längre än hyllet. Fröna är nästan runda.

## Utbredning
Segerlöken har ett stort utbredningsområde, från sydvästra Europa till Kaukasus, Ural, Altaj och Himalaya. Segerlöken har även en population i Nordnorge; en hypotes till detta är att vikingar tagit med sig växten och introducerat den där. Arten förekommer som trädgårdsväxt i Sverige.
I Asien förekommer flera liknande arter som tidigare ansetts vara synonymer till segerlöken. Allium microdictyon och Allium ochotense har på senare år fått status av självständiga arter igen.

## Användning
Hela växten är ätlig, men framför allt bladen kan användas som mat. De har en kraftig men behaglig löksmak och kan till exempel användas till pesto eller mjölksyras.

## Sorter
- 'Canabria' (Odyssey Bulbs) - har breda vackra blad. Blomstängeln blir upp till 50 cm, med grönvita blommor.
- 'Kemerovo'  (Odyssey Bulbs) - är mindre i alla delar än 'Cantaria'.